# قائمة المساجد في اليمن
قائمة المساجد في اليمن (بالإنجليزية: List of mosques in Yemen): هي قائمة المساجد الموجودة بجمهورية اليمن، جنوب شبه الجزيرة العربية.
| الاسم                             | الصور | الموقع                | العام/القرن | ملاحظات |
| --------------------------------- | ----- | --------------------- | ----------- | --- |
| جامع العيدروس (عدن)               |       | محافظة عدن            | 1699        | سمي على اسم أبو بكر العدني المتصوف الزاهد.                                                                                  |
| جامع الأشاعرة                     |       | زبيد، محافظة الحديدة  | 628         | هو واحد من أقدم المساجد، وهو جزء من موقع تراث عالمي حددته اليونسكو في زبيد..                                                |
| مسجد المحضار                      |       | تريم، حضرموت (محافظة) | 1914        | يبلغ ارتفاع المئذنة ق. 53– ق. m، وهي أطول مبنى من الطوب اللبن في العالم.                                                    |
| مسجد قبة الزوم                    |       | جبلة، إب              | 1515–1516   | 1515–1516 \|أحد المسجدين البارزين في مدينة جبلة التاريخية.                                                                  |
| مسجد الملكة أروى بنت أحمد الصليحي |       | Jiblah                | 1111        | يرتبط بالملكة أروى بنت أحمد، وهو أحد المسجدين الأيقونيين في جبلة، اليمن.                                                    |
| جامع الهادي (صعدة)                |       | محافظة صعدة           | 897         | |
| جامع سفيان                        |       | الحوطة (لحج)          | 1215        | مخصص لذكرى سفيان بن عبد الله العبيني اليماني، العالم المسلم الذي قاتل في معركة حطين في 1187م ضد الصليبيين في القدس.         |
| مسجد الأنصار (اليمن)              |       | صنعاء                 | ?           | |
| جامع البكيرية                     |       | صنعاء                 | 1596–1597   | جزء من موقع تراث عالمي بـمديرية صنعاء القديمة.                                                                              |
| مسجد عبد الهادي السودي            |       | تعز                   | القرن 16    | سُمي على اسم الشاعر البارز والعالم المسلم عبد الهادي السودي المتصوف. دمره الإسلاميون في 2016، ولم يزل في حالة خراب حتى 2020. |
| مسجد الإيمان                      |       | صنعاء                 | ?           | |
| جامع قبة المهدي                   |       | صنعاء                 | 1651        | جزء من موقع تراث عالمي بمديرية صنعاء القديمة.                                                                               |
| جامع الصالح                       |       | صنعاء                 | 2008        | أحد المساجد الكبيرة في البلد.                                                                                               |
| مسجد الشهداء (صنعاء)              |       | صنعاء                 | ?           | |
| مسجد التوحيد                      |       | صنعاء                 | ?           | |
| الجامع الكبير (صنعاء)             |       | صنعاء                 | القرن 7- 8  | جزء من موقع تراث عالمي بمديرية صنعاء القديمة.                                                                               |
| مسجد حنظل                         |       | صنعاء                 | ?           | |
| جامع ومدرسة الأشرفية              |       | محافظة تعز            | 1275        | |
| جامع الجند                        |       | تعز                   | القرن 7     | |
| جامع ومدرسة المظفر                |       | تعز                   | القرن 13    | |
| قبة طلحة                          |       | تعز                   | 1620        | [ 13 ] |